# Wojna angielsko-hiszpańska (1727–1729)

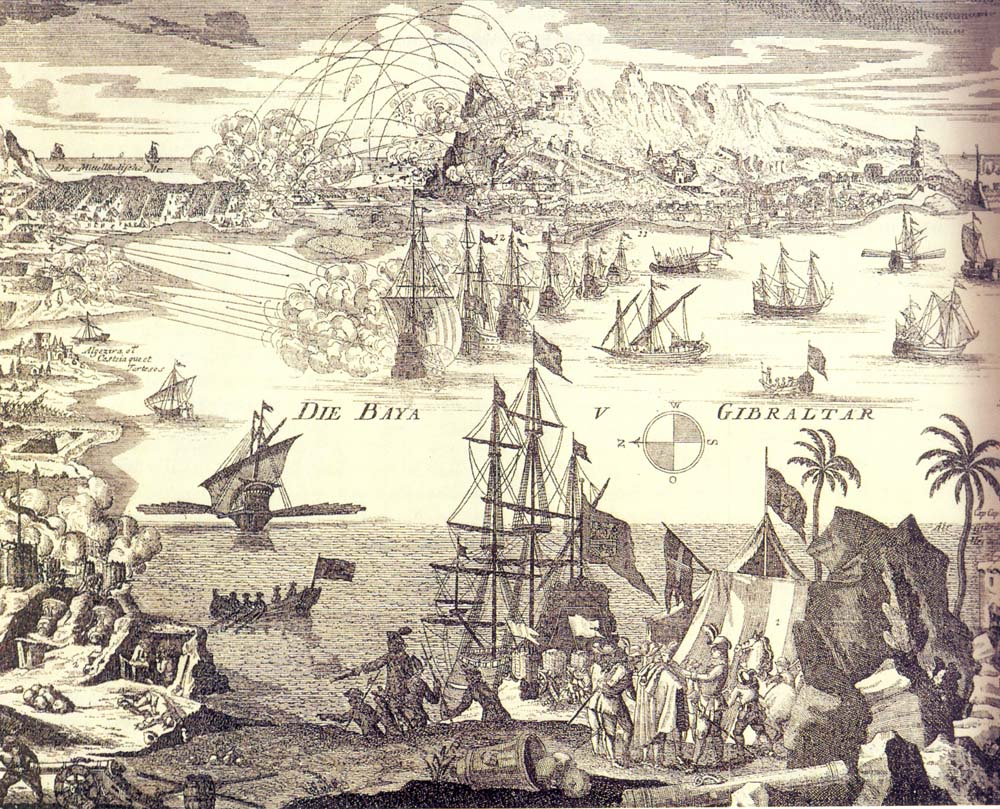
Oblężenie Gibraltaru w 1727 roku według ryciny z epoki

Wojna hiszpańsko-angielska 1727–1729 – niewiele znaczący konflikt zbrojny pomiędzy Królestwem Wielkiej Brytanii a Królestwem Hiszpanii w XVIII wieku, na który złożyły się głównie nieudana brytyjska próba blokady Porto Bello i równie nieudana hiszpańska próba zdobycia Gibraltaru. Wojna zakończyła się powrotem do status quo ante bellum i zawarcia traktatu sewilskiego.

## Przyczyny wojny
Wojny z lat 1701–1714 (wojna o sukcesję hiszpańską) oraz 1718–1720 (wojna Hiszpanii z koalicją angielsko-francusko-austriacką) zakończyły się dla Hiszpanii porażką. Kraj ten stracił na rzecz Wielkiej Brytanii i Austrii swoje posiadłości w Italii, Niderlandach, a także Gibraltar oraz Minorkę i pozostał w całkowitej izolacji na arenie międzynarodowej. Wrogość do obu państw była podstawą polityki Filipa V, który w szczególności chciał pozbawić Anglię dominacji na Karaibach.
Karol VI Austriacki wykorzystał zdobycie Niderlandów Austriackich do utworzenia zamorskiej kompanii handlowej. Kompania ta, zwana Ostendzką, prowadziła działalność od roku 1719, konkurując z wielkimi potęgami morskimi, które poczuły się zagrożone w swoich interesach handlowych. W 1724 r. doszło w Cambrai do europejskiego kongresu, na którym Anglia i Holandia bezskutecznie żądały zamknięcia Kompanii Ostendzkiej. Przy okazji podjęto temat zdobyczy wojennych Filipa V w księstwach Parmy, Piacenzy i Toskanii.
30 kwietnia 1725 r. zawarto w Wiedniu układ pokojowy pomiędzy Hiszpanią i Austrią, w którym obie strony zrezygnowały ze swoich wzajemnych roszczeń i obiecały sobie wsparcie. Hiszpania jako pierwsza uznała Sankcję Pragmatyczną oraz Kompanię Ostendzką. W potajemnych rozmowach cesarz Karol VI obiecał Hiszpanom wsparcie w odzyskaniu z rąk Anglii Gibraltaru i Minorki, a w razie wojny wysłania tam 30 000 żołnierzy.
Układ ten, grożący zachwianiem równowagi sił w Europie, wywołał natychmiastową kontrreakcję. Dnia 3 września 1725 r. Anglia, Hanower, Francja i Prusy zawarły przymierze wojskowe. Do związku tych państw włączyły się później Holandia, Szwecja oraz Dania, które również obawiały się ścisłej kooperacji hiszpańsko-austriackiej.

## Kryzys polityczny
W roku 1726 sytuacja polityczna wyraźnie się zaostrzyła. Jeszcze dnia 5 listopada 1725 r. Hiszpania i Austria wzmocniły sojusz, konkretyzując swoje zobowiązania sojusznicze w razie wojny z Francją. Karol VI zażyczył sobie przy tym biskupstw Metz, Toul i Verdun, natomiast Filip V zamierzał zdobyć hrabstwo Roussillon. Poza tym obie córki Karola miały poślubić synów Filipa. Połączenie obu dynastii wyraźnie zaniepokoiło państwa przymierza. Sytuacja zaostrzyła się dodatkowo, gdy Rosja w dniu 6 sierpnia 1726 r. wstąpiła do sojuszu hiszpańsko-austriackiego. Później grupę tę wsparły jeszcze Saksonia, Polska i Bawaria.
Państwa przymierza – Anglia, Francja i Prusy – przedyskutowały pierwsze plany wojenne. Oddziały pruskie wraz z brygadą hanowerską ruszyły w kierunku Śląska, Francja natomiast miała uderzyć albo na Italię albo w kierunku Renu. Wstąpienie Rosji do sojuszu hiszpańsko-austriackiego zapobiegło jednak urzeczywistnieniu tego planu, gdyż to król Prus Fryderyk Wilhelm I zamierzał prowadzić wojnę przeciwko carycy Katarzynie I.
Wojska stron zostały wysłane w kierunku granic a od sierpnia 1725 r. Anglicy pod pieczą gubernatora Richarda Kane wzmacniali urządzenia obronne twierdzy gibraltarskiej. W przeciągu roku 1726 Anglia wysłała z portów trzy floty wojenne. Jedna eskadra krążyła po Morzu Bałtyckim niepokojąc siły carycy Rosji. Inna zabezpieczała Adriatyk, ostatnia zaś otrzymała rozkaz blokowania handlu hiszpańskiego na Karaibach. Rosjanom udało się wysłać kilka okrętów w kierunku Atlantyku. Siły te spędziły zimę w hiszpańskim porcie San Andrea.

## Działania wojenne
Hiszpania i Anglia w stanie wojny były już od 1726 r. Angielska eskadra w okolicy Porto Bello otrzymała jednak od urzędującego ministra Roberta Walpole'a (1676–1745) rozkaz nieatakowania miasta, a tylko utrzymywania jego blokady i powstrzymywania hiszpańskich jednostek handlowych. W tropikalnym klimacie doszło jednak do wybuchu licznych chorób na statkach. Kosztowało to Anglików kilka tysięcy marynarzy i żołnierzy. W Anglii odebrano to jako skandal, który miał później doprowadzić do zwolnienia ministra. Po tych niepowodzeniach konflikt na Karaibach toczony był jedynie przez jednostki kaperskie obu stron.
Większe działania wojenne miały miejsce podczas oblężenia twierdzy Gibraltar. Filip V zebrał tam armię 12 000 ludzi (według innych źródeł 25 000) pod wodzą markiza de Villadriasa, który już w roku 1704 oblegał miasto. Markiz odmówił jednak dalszych działań, nie wierząc w sukces powodzenia. Jego miejsce zajął generał Conde de la Torres. Dnia 11 lutego 1727 r. Hiszpanie rozpoczęli oblężenie twierdzy, bronionej przez 1500 Anglików. Obrońcy wspierani przez flotę wojenną odparli jednak ataki hiszpańskie i nie dopuścili do całkowitej blokady miasta. Dodatkowo siły obrońców wzrosły do 5000 ludzi. Po kilku miesiącach walk, dzięki wstawiennictwu francuskiego kardynała André Hercule de Fleury (1653–1743), doszło do zawarcia układu w Paryżu (31 maja). Po tym czasie Hiszpanie odstąpili od twierdzy. Walki kosztowały życie 300 angielskich i 1500 hiszpańskich żołnierzy.

## Porozumienie
Pokój paryski zakończył działania wojenne z wyjątkiem walk kaperskich na Karaibach. W przeciągu 4 miesięcy miał odbyć się kongres, na którym miały być omówione wszelkie sprawy i rozwiązane żądania wszystkich stron. Dopiero jednak 14 czerwca 1728 r. rozpoczęto rozmowy pokojowe w Soissons, trwające do następnego roku i zakończone niepowodzeniem. Dnia 23 grudnia 1728 r. Prusy wycofały się z przymierza uznając Sankcję Pragmatyczną.
W roku 1729 Karol VI wycofał się z obietnicy wydania swoich córek za synów Filipa V. Dnia 9 listopada 1729 r. zawarto w Sewilli układ pomiędzy Francją, Holandią i Anglią, który zmienił układ sił w Europie. Hiszpania zobowiązała się doprowadzić do rozwiązania Kompanii Ostendzkiej. Dyskutowano też problemy posiadłości we Włoszech.

## Następstwa wojny
Hiszpania uznała angielskie posiadłości w Gibraltarze, konflikt na Karaibach trwał jednak dalej. Doprowadził on w roku 1739 do otwartej wojny pomiędzy Hiszpanią i Anglią zwaną wojną o ucho Jenkinsa.
Nieudane oblężenie Gibraltaru zmusiło Hiszpanów do reformy sił zbrojnych. Jeszcze w roku 1728 otwarto w kraju cztery nowe szkoły artylerii.
16 marca 1731 r. Anglia i Austria porozumiały się, podpisując układ pokojowy. Karol VI rozwiązał Kompanię Ostendzką, Anglicy natomiast gwarantowali Sankcję Pragmatyczną. Austriacy uznali hiszpańskie zdobycze w Italii. Tu jednak pozostało wiele niejasności co było powodem wybuchu wojny o tron polski (1733–1738). Układ sił w Europie wyrównał się jednak ponownie (Hiszpania i Francja z jednej strony, Anglia i Austria z drugiej).

## Literatura obcojęzyczna
- Kurt Kluxen: Geschichte Englands. Alfred Kroener Verlag, Stuttgart 1991.
- Franz Herre: Prinz Eugen. Deutsche Verlags-Anstalt, Stuttgart 1997.
- Alfred T.Mahan: Der Einfluss der Seemacht auf die Geschichte. Herford 1967.